# Прича о изгубљеној овци
Прича о изгубљеној овци је једна од најпознатијих Исусових прича. Прича говори о пастиру којем се једна овца изгубила и он оставља све остале да би је нашао. Ова прича је утицала на представу о Исусу као добром пастиру.
Прича је забележена у канонским јеванђељима по Матеју (18:12–14) и Луки (15:3–7), као и у неканонском јеванђељу по Томи (изрека 107). У јеванђељу по Луки се налази уз још две сличне приче о губитку и искупљењу, причи о изгубљеном новчићу и причи о изгубљеном сину, које Исус приповеда након што га свештеници оптужују за дружење са „грешницима“.

## Прича

### По Матеју
Јеванђеље по Матеју преноси следећу Исусову причу:

### По Луки
Јеванђеље по Луки наводи следеће Исусове речи:

### По Томи
Јеванђеље по Томи бележи следећу верзију приче:

## Тумачења
Ова приповетка дели заједничку тематику са још две сличне приче о губитку и проналажењу: с причом о изгубљеном новчићу и причом о изгубљеном сину. Изгубљена овца или новчић представљају изгубљено људско биће. У овој аналогији Исус је пастир, чиме се поистовећује са сликом Бога као пастира који тражи изгубљену овцу у Језекиљу 34:11–16.
Џоел Грин сматра да ова поређења првенствено говоре о Богу и циљ им је да покажу „природу божанског одговора на повратак изгубљеног.“ Радост пастира представља Божју радост, која је у супротности са прекором верских вођа којима је намењена ова беседа.